# Деканаль
Деканаль, или Дециловый альдегид, каприновый альдегид — органическое вещество, относится к классу альдегидов. Содержится в эфирных маслах цитрусовых, хвойных и многих цветочных растений.
Бесцветная маслянистая жидкость.
Сильный, альдегидный запах, при разбавлении переходит в запах апельсиновой корки.

## Получение
Получают:
- дегидрированием деканола, содержащегося во фракции С10 — С12 синтетических жирных спиртов

|                                  |                   |  |  | {\displaystyle {\mbox{H}}_{2}} |
| {\displaystyle \longrightarrow } | {\displaystyle +} |  |  |                                |

- селективным гидрированием деценаля, входящего в состав эфирного масла, которое выделяют из зелёных частей и цветков кориандра.

## Применение
Деканаль и его ацетали применяют как компоненты парфюмерных композиций и пищевых эссенций.